# Edwin Ozolin
Edwin Sigizmundowicz Ozolin (ros. Эдвин Сигизмундович Озолин; ur. 12 lutego 1939 w Leningradzie) – rosyjski lekkoatleta (sprinter) startujący w barwach Związku Radzieckiego, wicemistrz olimpijski.
Zdobył brązowy medal w sztafecie 4 × 100 metrów (w składzie: Boris Tokariew, Ozolin, Jurij Konowałow i Łeonid Barteniew) na mistrzostwach Europy w 1958 w Sztokholmie.
Na igrzyskach olimpijskich w 1960 w Rzymie zdobył srebrny medal w sztafecie 4 × 100 metrów (w składzie: Gusman Kosanow, Barteniew, Konowałow i Ozolin). Na tych samych igrzyskach odpadł w ćwierćfinale biegu na 100 metrów. Odpadł w półfinałach biegu na 100 metrów i biegu na 200 metrów oraz w eliminacjach sztafety 4 × 100 metrów na mistrzostwach Europy w 1962 w Belgradzie. Zajął 5. miejsce w sztafecie 4 × 100 metrów (w składzie: Ozolin, Boris Zubow, Kusanow i Borys Sawczuk), a także odpadł w ćwierćfinale biegu na 200 metrów na igrzyskach olimpijskich w 1964 w Tokio.
Zdobył srebrny medal w sztafecie 4 × 100 metrów (w składzie: Ozolin, Amin Tujakow, Sawczuk i Nikołaj Iwanow) na mistrzostwach Europy w 1966 w Budapeszcie, a w biegu na 100 metrów odpadł w półfinale.
Odnosił również sukcesy w sporcie akademickim. Zwyciężył w sztafecie 4 × 100 metrów na uniwersjadzie w 1961 w Sofii, a w biegu na 200 metrów na uniwersjadzie w 1963 w Porto Alegre i na uniwersjadzie w 1965 w Budapeszcie. Zdobył również srebrny medal w biegu na 100 metrów w 1963 i w sztafecie 4 × 100 metrów w 1965.
Był mistrzem ZSRR w biegu na 100 metrów w latach 1955-1963 i 1966, w biegu na 200 metrów w 1960, 1961 i 1963, a także w biegu na 200 metrów przez płotki w 1963 i 1967. Był również halowym mistrzem ZSRR w biegu na 100 metrów w 1964.
Był rekordzistą ZSRR w biegu na 100 metrów z czasem 10,2 s, osiągniętym 14 października 1962 w Taszkencie, a także wielokrotnym rekordzistą w sztafecie 4 × 100 metrów do wyniku 39,2 s (2 października 1965 w Paryżu).
Później pracował jako trener, m.in. reprezentacji ZSRR (1982-1988) i Malezji (1992-2003). Jest profesorem nauk o kulturze fizycznej. Jest autorem książki Спринтерский бег (Bieg sprinterski).